# بوكمول
بوكمول (بالنرويجية: Bokmål) هي طريقة كتابة في اللغة النرويجية، والطريقتان هما البوكمول (Bokmål) ونيونورسك (Nynorsk). يقدّر أن 80-85% من النرويجيين يستعملون بوكمول، والبقية يستعملون نيونوشك. وكلمة (Bokmål) تعني «لغة الكتاب»، بينما تعني (Nynorsk) «النرويجية الجديدة». على عكس اللغة الإيطالية على سبيل المثال، لا يوجد معيار أو اتفاق وطني حول نطق البوكمول.
ومن الأخطاء الشائعة في كلمة (Bokmål) نطق«بوكمال» وليس «بوكمول»، وذلك لاشتباه في كيفية نطق الحرف (Å) الذي يلفظ «و».
البوكمول منظمة من قبل مجلس اللغة النرويجية الحكومي. وتنظم الأكاديمية النرويجية لللغة والأدب النرويجية غير الحكومية معيارا أكثر تحفظا لمعايير الإملاء، يعرف باسم ريكسمول. المعيار المكتوب هو نسخة نرويجية من اللغة الدنماركية.
تم اعتماد أول قواعد لكتابة البوكمول رسميًا في عام 1907 تحت اسم ريكسمول بعد أن كان قيد التطوير منذ عام 1879. المهندسين وراء الإصلاح هم ماريوس نيجورد وجاكوب جوناثان أورس. كان ذلك تعديلاً للدنماركية المكتوبة، والتي كان شائعًا استخدامها منذ الاتحاد الماضي مع الدنمارك، إلى العامية الدانو-نرويجية التي تتحدث بها النخبة الحضرية النرويجية، وخاصة في العاصمة. عندما تبنت الصحيفة المحافظة الكبيرة أفتينبوستين عام 1907 قواعد الإملاء عام 1923، كانت الكتابة الدنماركية غير مستخدمة عمليا في النرويج. اعتمد اسم بوكمول رسميًا في عام 1929 بعد اقتراح لتسمية اللغة المكتوبة الدانو-نرويجية الذي خسر بصوت واحد في لاجتينج (غرفة في البرلمان النرويجي).
لا تنظم الحكومة لغة بوكمول المنطوقة وتوصي بأن النطق المعتاد يجب أن يتبع النطق الخاص باللهجة المحلية للمتحدث. ومع ذلك، هناك شكل منطوق للنرويجية، في منطقة جنوب شرق النرويج، ينظر إليه عادة على أنه المعيار الواقعي للبوكمول المنطوقة. في كتاب علم أصوات النرويجية، كتب يريت كريستوفرسن أن
أوستنوشك المعيارية ('النرويجية الشرقية المعيارية') هو النطق الأكثر شيوعًا في القواميس وتدريسًا للأجانب في فصول اللغة النرويجية.[بحاجة لمصدر] أوستنوشك المعيارية غير مستخدمة كلغة منطوقة وليس لها أي مكانة خاصة خارج جنوب شرق النرويج. يتم استخدام جميع الصيغ المنطوقة للغة النرويجية، على سبيل المثال. في الـستورتينغ وفي الإذاعات الوطنية النرويجية مثل NRK و TV2 ، حتى في الحالات التي يتم فيها استخدام حوار البوكمول. يعكس الاختلاف المنطوق عادة المنطقة التي نشأ فيها اشخص.

## تاريخ
دخلت النرويج في اتحاد شخصي مع الدنمارك عام 1380. وفقدت النرويج بحلول مطلع القرن السادس عشر مؤسساتها السياسية المنفصلة، وشكلت مع الدنمارك وحدة سياسية عُرِفت باسم الدنمارك-النرويج حتى عام 1814، وأصبحت تدريجياً العضو الأضعف في الاتحاد. قامت خلال هذه الفترة اللغات الدنماركية الحديثة والنرويجية. مرت النرويجية بفترة انتقالية دعيت بالنرويجية المتوسطة، وكانت اللغة الدنماركية المكتوبة متأثرة بشكل كبير بالألمانية الدنيا (المنخفضة) تتدرج تدريجيًا. وقد ساعدت هذه العملية في الإصلاح، والتي دفعت ترجمة كريستيرن بيديرسين للكتاب المقدس إلى اللغة الدنماركية. وهكذا تم التخلص من بقايا الكتابة الإسكندنافية القديمة والنرويجية عن طريق المعيار الدنماركي والذي غدا يُستخدم في جميع الوثائق الإدارية تقريبًا.
استخدم النرويجيون اللغة الدنماركية في المقام الأول في الكتابة، ولكن بدأت النخب الحضرية بالتحدث بها تدريجيا في المناسبات الرسمية. على الرغم من أن اللغة الدنماركية لم تكن اللغة المنطوقة للغالبية العظمى من السكان، إلا أنه في الوقت الذي قطعت فيه علاقات النرويج بالدنمارك في عام 1814، أصبحت اللغة الدانو-نرويجية التي يطلق عليها غالباً «الخطاب اليومي المتعلم» هي اللغة الأم للنخب في معظم المدن النرويجية، مثل برغن، كريستيانيا وتروندهايم. يمكن وصف هذا الـكوينيه الدانو-نرويجي بأنه الدانماركية مع النطق النرويجي الإقليمي (انظر اللهجات النرويجية)، وبعض المفردات النرويجية، والقواعد المبسطة.
| النرويجية - Norsk                             |
| --------------------------------------------- |
| اللغه النرويجية                               |
| النحو · الأبجدية ·                            |
| بوكمول · نينوشك · ريكسمول ·                   |
| مجلس اللغة النرويجية · الأكاديمية النرويجية · |

## اقرأ أيضاً
- الدانو-نرويجية
- هوغنوشك